# Acanthocobitis
Acanthocobitis är ett släkte i familjen grönlingsfiskar (Balitoridae). Släktet omfattar fyra arter.

## Lista över arter
- Acanthocobitis botia (Hamilton, 1822)
- Acanthocobitis rubidipinnis (Blyth, 1860)
- Acanthocobitis urophthalmus (Günther, 1868)
- Acanthocobitis zonalternans (Blyth, 1860)